# Dinocheirus astutus
Dinocheirus astutus är en spindeldjursart som beskrevs av Clarence Clayton Hoff 1956. Dinocheirus astutus ingår i släktet Dinocheirus och familjen blindklokrypare. Inga underarter finns listade i Catalogue of Life.